# Alex Chiasson
Pour les articles homonymes, voir Chiasson.
Alex Chiasson (né le 1er octobre 1990 à Montréal au Québec au Canada) est un joueur professionnel canadien de hockey sur glace. Il évolue au poste d'ailier droit.

## Biographie
Après avoir joué deux saisons avec Blizzard du séminaire St-François dans la Ligue de hockey midget AAA, Alex Chiasson part aux États-Unis pour jouer la saison 2007-2008 avec l'équipe de hockey de Northwood School à Lake Placid dans l'État de New York. La saison suivante, il joue en tant que junior avec les Buccaneers de Des Moines dans la United States Hockey League puis au terme de cette saison, il est repêché par les Stars de Dallas au 38e rang du repêchage d'entrée de 2009 dans la Ligue nationale de hockey.
Après ce repêchage, il part jouer pour l'équipe de hockey des Terriers de l'Université de Boston. Après trois saisons, il signe en mars 2012 son premier contrat professionnel avec les Stars pour une durée de trois saisons puis termine la saison 2012-2013 avec les Stars du Texas, club-école de Dallas dans la Ligue américaine de hockey. Au cours de la saison 2012-2013 écourtée par un lock-out, Chiasson est rappelé par Dallas puis joue son premier match dans la LNH le 3 avril 2013 contre les Ducks d'Anaheim puis le match suivant contre la même équipe, il marque son premier but dans la ligue. Jouant sur la première ligne
 avec Ray Whitney et Jamie Benn, il marque six buts à ses six premiers matchs.
Le 1er juillet 2014, il est échangé avec Alex Guptill, Nick Paul et un choix de deuxième tour en 2015 aux Sénateurs d'Ottawa contre Jason Spezza et Ludwig Karlsson.
Le 26 juillet 2015, lui et les Sénateurs vont en arbitrage puis il signe un contrat d'une saison pour un salaire de 1,2 million de dollars.
Le 6 janvier 2025, il annonce sa retraite.

## Statistiques
| Saison     | Équipe                            | Ligue      |     | Saison régulière | Saison régulière | Saison régulière | Saison régulière | Saison régulière |   | Séries éliminatoires | Séries éliminatoires | Séries éliminatoires | Séries éliminatoires | Séries éliminatoires |
| Saison     | Équipe                            | Ligue      | PJ  | B                | A                | Pts              | Pun              | PJ               | B | A                    | Pts                  | Pun                  |                      |                      |
| 2005-2006  | Blizzard du Séminaire St-François | Midget AAA | 13  | 1                | 1                | 2                | 16               | 2                | 1 | 1                    | 2                    | 0                    |                      |                      |
| 2006-2007  | Blizzard du Séminaire St-François | Midget AAA | 43  | 12               | 18               | 30               | 41               | 18               | 4 | 18                   | 22                   | 18                   |                      |                      |
| 2007-2008  | Northwood School                  | USHS       | 45  | 35               | 46               | 81               | -                | -                | - | -                    | -                    | -                    |                      |                      |
| 2008-2009  | Buccaneers de Des Moines          | USHL       | 56  | 17               | 33               | 50               | 101              | -                | - | -                    | -                    | -                    |                      |                      |
| 2009-2010  | Terriers de Boston                | NCAA       | 35  | 7                | 12               | 19               | 44               | -                | - | -                    | -                    | -                    |                      |                      |
| 2010-2011  | Terriers de Boston                | NCAA       | 35  | 14               | 20               | 34               | 75               | -                | - | -                    | -                    | -                    |                      |                      |
| 2011-2012  | Terriers de Boston                | NCAA       | 38  | 15               | 31               | 46               | 67               | -                | - | -                    | -                    | -                    |                      |                      |
| 2011-2012  | Stars du Texas                    | LAH        | 9   | 1                | 4                | 5                | 9                | -                | - | -                    | -                    | -                    |                      |                      |
| 2012-2013  | Stars du Texas                    | LAH        | 57  | 13               | 22               | 35               | 43               | 7                | 2 | 1                    | 3                    | 4                    |                      |                      |
| 2012-2013  | Stars de Dallas                   | LNH        | 7   | 6                | 1                | 7                | 0                | -                | - | -                    | -                    | -                    |                      |                      |
| 2013-2014  | Stars de Dallas                   | LNH        | 79  | 13               | 22               | 35               | 38               | 6                | 1 | 1                    | 2                    | 2                    |                      |                      |
| 2014-2015  | Sénateurs d'Ottawa                | LNH        | 76  | 11               | 15               | 26               | 67               | 4                | 0 | 0                    | 0                    | 0                    |                      |                      |
| 2015-2016  | Sénateurs d'Ottawa                | LNH        | 77  | 8                | 6                | 14               | 45               | -                | - | -                    | -                    | -                    |                      |                      |
| 2016-2017  | Flames de Calgary                 | LNH        | 81  | 12               | 12               | 24               | 46               | 4                | 0 | 0                    | 0                    | 2                    |                      |                      |
| 2017-2018  | Capitals de Washington            | LNH        | 61  | 9                | 9                | 18               | 26               | 16               | 1 | 1                    | 2                    | 4                    |                      |                      |
| 2018-2019  | Oilers d'Edmonton                 | LNH        | 73  | 22               | 16               | 38               | 32               | -                | - | -                    | -                    | -                    |                      |                      |
| 2019-2020  | Oilers d'Edmonton                 | LNH        | 65  | 11               | 13               | 24               | 42               | 4                | 1 | 1                    | 2                    | 0                    |                      |                      |
| 2020-2021  | Oilers d'Edmonton                 | LNH        | 45  | 9                | 7                | 16               | 33               | 3                | 1 | 0                    | 1                    | 0                    |                      |                      |
| 2021-2022  | Canucks de Vancouver              | LNH        | 67  | 13               | 9                | 22               | 24               | -                | - | -                    | -                    | -                    |                      |                      |
| 2022-2023  | Griffins de Grand Rapids          | LAH        | 29  | 9                | 11               | 20               | 14               | -                | - | -                    | -                    | -                    |                      |                      |
| 2022-2023  | Red Wings de Détroit              | LNH        | 20  | 6                | 3                | 9                | 6                | -                | - | -                    | -                    | -                    |                      |                      |
| Totaux LNH | Totaux LNH                        | Totaux LNH | 651 | 120              | 113              | 233              | 359              | 37               | 4 | 3                    | 7                    | 8                    |                      |                      |

## Trophées et honneurs personnels

### Ligue nationale de hockey
- 2017-2018 : vainqueur de la Coupe Stanley avec les Capitals de Washington